# مولوی افضل
مولوی محمد افضل برگمتالی (انگلیسی: Mawlawi Afzal) مؤسس دولت انقلاب اسلامی افغانستان در شمال ولایت نورستان اوایل دهه ۱۹۸۰ میلادی
مولوی افضل از جمله روحانیون مهم ولایت نورستان بود
وی در سال ۱۳۵۹ پس از کودتای ۷ ثور در یک گردهمایی مردمی در نورستان شرقی، به حیث رهبر و رئیس دولت انقلاب اسلامی افغانستان انتخاب شد.
او با مساعدت مالی عربستان سعودی و کمک ژنرال سرور نورستانی، «دولت انقلاب اسلامی افغانستان» را در ۱۳۶۲ در برگمتال بنیاد نهاد که چیز مشابه با امارت اسلامی ملا عمر بود.
مولوی افضل ۲۰ حوت ۱۳۹۰ در ولایت نورستان درگذشت.